# Amilcare Ponchielli
 (décembre 2023).
Si vous disposez d'ouvrages ou d'articles de référence ou si vous connaissez des sites web de qualité traitant du thème abordé ici, merci de compléter l'article en donnant les références utiles à sa vérifiabilité et en les liant à la section « Notes et références ».
Œuvres principales
- La Gioconda
- La danse des heures

Amilcare Ponchielli (né à Crémone le 1er septembre 1834 - mort à Milan le 16 janvier 1886) est un compositeur italien. Auteur d'opéras dont le plus connu est La Gioconda dont est tiré le ballet La Danse des heures, utilisé dans Fantasia (1940) de Walt Disney et dans Guêpier pour trois abeilles de Joseph L. Mankiewicz.

## Biographie

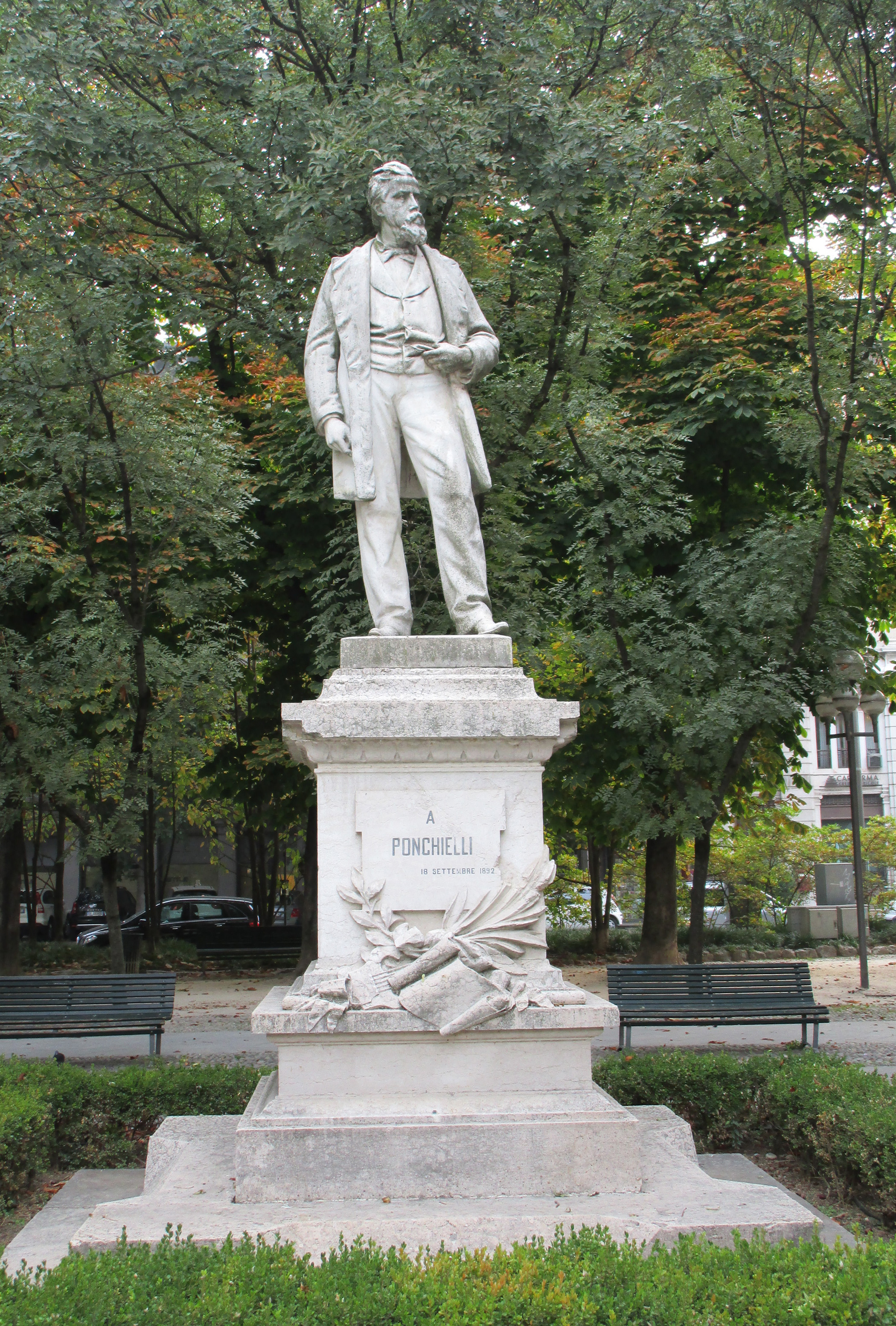
Monument en marbre de Ponchielli dans les Jardins Publics Jean-Paul II, à Crémone.

Amilcare Ponchielli fait des études au conservatoire de Milan où il enseigne lui-même à la fin de sa vie. 
Son début de carrière est décevant. Sorti d'un poste de professeur au Conservatoire de Milan qu'il avait remporté dans un concours, il doit accepter des petits boulots dans de petites villes. Il compose plusieurs opéras sans succès au début. Malgré ces déceptions, il acquit une grande expérience en tant que chef d'un orchestre d'harmonie (capobanda : chef d'un ensemble instrumental se produisant dans les rues) à Plaisance et Crémone, arrangeant et composant plus de 200 œuvres pour orchestre d'harmonie.
Le tournant de sa carrière est le grand succès de la version révisée de I promessi sposi en 1872, qui lui vaut un contrat avec l'éditeur musical G. Ricordi & Co. et un poste musical au Conservatoire et à La Scala. Le rôle de Lina dans la version révisée est chanté par la cantatrice Teresina Brambilla qu'il épouse en 1874. Leur fils Annibale deviendra critique musical et un compositeur mineur. Le ballet Le due gemelle (Les deux jumelles, 1873) confirme son succès. Mais c'est avec la flamboyante Gioconda que son œuvre est passée à la postérité. Sur un livret d'Arrigo Boito, lui-même compositeur d'un Mefistofele musicalement très riche, Ponchielli compose un drame inspiré par la pièce de Victor Hugo Angelo tyran de Padoue.
Au conservatoire, il a, entre autres, Giacomo Puccini parmi ses élèves. En 1881, il est nommé maître de chapelle à Bergame. Ses opéras, représentés avec beaucoup de succès en leur temps, se réclament de la tradition de Giuseppe Verdi.

## Œuvres
- Il sindaco babbeo (Le maire naïf), 1851.
- I promessi sposi (Les époux promis, alias Les Fiancés), Crémone, 1856.
- Bertrando del Bormio, 1858 (écrit pour Turin mais jamais représenté).
- La Savoiarda, 1861, révisé dans Lina, 1877.
- Roderico, re dei Goti (Rodéric, roi des Goths), 1863.
- Il parlatore eterno, 1873 (monologue pour baryton).
- I promessi sposi, 2e version, Milan 1872.
- I Lituani, 1874, révisé dans Aldona, 1884/5.
- La Gioconda, Milan, 1876, 2e version révisée en 1880.
- Il figliuol' prodigo (L'Enfant prodigue), 1880.
- Marion Delorme, 1885.
- I Mori di Valenza (laissé incomplet, terminé par Arturo Cadore, monté en 1914)

## Discographie partielle
- La Gioconda avec Maria Callas, Fedora Barbieri, Giulio Neri, Maria Amadini, Gianni Poggi, Paolo Silveri, Piero Poldi, Armando Benzi, Chœurs et Orchestre de la RAI de Turin, direction Antonino Votto (1952 / 2 ou 3 CD (selon édition) EMI)
- La Gioconda, avec Anita Cerquetti, Franca Sacchi, Cesare Siepi, Giulietta Simionato, Mario Del Monaco, Ettore Bastianini, Giorgio Giorgetti, Athos Cesarini, Guido Pasella, Edio Pruzzi, Chœurs et Orchestre du Mai Musical Florentin, direction Gianandrea Gavazzeni (1957 / 2 CD DECCA)
- La Danse des Heures, ballet extrait de La Gioconda, par le Staatskapelle Dresden, direction Silvio Varviso (1983 / 2 CD PHILIPS. Compléments : ballets d'opéras de Verdi et Wagner)
- Marion Delorme, avec Denia Mazzola-Gavazzeni, Francisco Casanova, Dalibor Jenis, Carco Cigni, Francesca Provvisionato, Franck Bard, Hervé Martin, Chœurs de l'Opéra de Montpellier et Chœurs de la Radio Lettone, Orchestre National de Montpellier, direction Friedemann Layer (2001 / 2 CD ACCORD)
- I Lituani: orchestre symphonique et choeurs de Turin, sous la direction de Gianandrea Gavazzeni, avec  Ottavio Garaventa (Bongiovanni)
- Il figliuol prodigo, avec Maurizio Zanchetti et l'orchestre de Donetsk dirigé par Silvano Frontalini (Bongiovanni)
- Elegia + Sinfonia n°1 + Sinfonia n°2 + Scena campestre + I Lituani (sinfonia) + I Promessi Sposi (sinfonia) + Gavotte poudrée, par l'Orchestre Philharmonique de Minsk, direction Silvano Frontalini (1990 / 1 CD Bongiovanni)

## Hommages
- le Théâtre Ponchielli à Crémone l'a honoré de son nom pour son centenaire.